# Kavita Rao
La Dra. Kavita "Vita" Rao es un personaje ficticio, una genetista que aparece en los cómics estadounidenses publicados por Marvel Comics.
Shohreh Aghdashloo interpretó el papel en X-Men: The Last Stand.

## Historial de publicaciones
La Dra. Kavita Rao apareció por primera vez y apareció prominentemente en el primer arco de la historia de la serie mensual Astonishing X-Men Vol. 3 # 1 en 2004 y fue creado por Joss Whedon y John Cassaday.

## Biografía del personaje ficticio

### Esperanza
La Dra. Kavita Rao es una genetista de renombre mundial de la India que desarrolló un suero (más tarde llamado "Esperanza") que podría "curar" mutantes, convirtiéndolos en humanos normales. Explica que considera que el gen mutante es una "corrupción" del tejido sano, y justifica su investigación al observar mutantes que se suicidaron o lastimaron a otros debido a sus poderes, como una mutante femenina con una apariencia de mariposa o Tildie Soames (una niña cuyas pesadillas pueden manifestarse en monstruos).
Cientos de mutantes se inscribieron de inmediato para el procedimiento en Benetech (el patrocinador corporativo de su investigación). Los X-Men debatieron los méritos de la cura y la importancia de etiquetar la condición mutante como una enfermedad. La posibilidad de deshacerse de su apariencia "bestial" y evitar otras mutaciones secundarias atrajo significativamente a Hank McCoy (también conocido como Bestia) y consideró tomar el suero por un tiempo, aunque Wolverine se opuso al decir que un X-Man que tomara el suero sería el equivalente a admitir que había algo para "curar" en primer lugar. 
Más tarde se reveló que Rao había estado trabajando para el alienígena Ord del Breakworld, que también tenía bajo su custodia a Coloso (que, en ese momento, se pensaba que estaba muerto, pero había resucitado con la tecnología de Ord). Los X-Men derrotaron a Ord y Benetech, y Ord fue entregado en manos de S.H.I.E.L.D.. Wolverine destruyó el trabajo de la Dra. Rao, dejando a Hank con la última muestra de "Esperanza", aunque no está seguro de si lo usará o no en algún momento.

### Especies en peligro de extinción
Kavita Rao fue retratada junto a varios súper villanos a quienes Beast le ofrece "vender su alma" por un medio para deshacer los efectos de M-Day . Con su vieja investigación sobre 'curar' el gen mutante ahora irrelevante después de que tantos mutantes perdieran sus poderes, ella acepta ayudar a Bestia en su búsqueda y ahora está buscando más información que pueda ayudarlo.

### X-Club
Después de que Bestia haya terminado de reunir su escuadrón de ciencias, regresan a la base donde les presenta a su miembro final, Kavita Rao. Juntos celebran una reunión donde él explica todo sobre cómo ocurrió la destrucción. Cuando Bestia propone que retrocedan en el tiempo para obtener la muestra de ADN de los padres de un mutante, Kavita pregunta por qué deben ir todos cuando Bestia dice que es una de las ventajas del trabajo. Ella viaja de regreso con el resto del X-Club y Psylocke al año 1906. Allí ayuda a cuidar a Catherine Bradley después de lesionarse durante el intento de asesinato del Club Fuego Infernal. Durante los eventos de Utopía, ella ayuda a elevar el Asteroide M desde el fondo del océano y asiste al funeral del Dr. Yuriko Takiguchi cuando fallece.
A raíz de la utopía, Karma y Magik deben ver a Kavita Rao para informarle de su incursión en la mente de Legion. Cuando Kavita confunde a Marci, una joven que estaba absorta en la mente de Legion, por una de sus personalidades, Karma la corrige y revela que Marci era una persona real, pero que Legion reveló que Marci no tiene un cuerpo al que regresar y explica cómo su los poderes funcionan.

### Segunda venida
Cuando Cable y Hope Summers regresan al presente, Bastion comienza a poner en marcha su plan para exterminar a la raza mutante. Gracias a los Nuevos Mutantes, descubren que ha erigido torres en ciertos puntos de San Francisco. Cíclope envía el X-Club para investigar. Al llegar a una de sus plataformas petroleras donde se encuentra una de estas torres, se encuentran con un temporizador que se dispara.
La vida de Kavita pasa ante sus ojos y cuando el temporizador llega a cero terminan transportados a un futuro distópico donde se encuentran con un ahora humano Hank McCoy, quien les advierte que mantengan a Kavita a salvo a toda costa. Hank revela que los poderes de Hope Summers se descontrolaron y necesita que Kavita vuelva a crear su suero Hope para evitar que cree el futuro que ven ante ellos. Después de convencer, Kavita revela que mantuvo una copia encriptada de la fórmula en su brazalete de Mala y van a Utopía para sacar a Hope.
Al llegar a Utopía, se revela que el futuro distópico es una mentira creada por Graydon Creed utilizando tecnología de luz dura holográfica. Kavita reveló que sabía del engaño, no recreó el suero Hope sino un pirovirus inestable que hace explotar la plataforma petrolera. El X-Club sale a tiempo solo para ver la cúpula sobre Utopía y los ciudadanos de San Francisco. Más tarde trabajan con los Vengadores y los Cuatro Fantásticos para intentar derribar la cúpula.

### Maldición de los Mutantes
Después de los eventos de la Segunda Venida, Kavita es vista con el Doctor Nemesis revisando a Júbilo después de que un vampiro suicida la infecta con un virus fabricado para convertirla en vampiro. Mientras el resto de los X-Men se reúnen para discutir el problema de los vampiros, Kavita va a ver a Júbilo solo para quedar inconsciente. El equipo de X-Science, en un intento posterior de luchar contra la amenaza del vampirismo, queda encerrado en los laboratorios con un vampiro y cinco personas infectadas al mismo tiempo que Júbilo. Con la ayuda de la Reina Blanca, el Equipo Científico y algunos de los infectados sobreviven. Madison mata al vampiro.

## Otras versiones

### Age of X
En la realidad de "Age of X", Kavita Rao es calificado como un traidor a la humanidad por aliarse con los mutantes, ayudando a Wolverine a eliminar una toxina antimutante.

## En otros medios

### Televisión
- Kavita Rao aparece en el episodio de Wolverine y los X-Men, "Battle Lines". Ella ha estado vigilando una caja que contiene a Tildie Soames antes de que Mystique la noqueara disfrazada de Coronel Moss.

### Película
- En la película de 2006 X-Men: The Last Stand, Kavita Rao fue interpretada por la actriz iraní Shohreh Aghdashloo. Cuando firmó sin un guion completo, en una entrevista poco después de firmar, Aghdashloo dijo por error que, en cambio, interpretaría a la Dra. Cecilia Reyes.[15] En la película, Rao ayuda con la invención de la cura mutante, aunque el padre de Ángel es quien pronuncia el discurso justificando la cura como una corrupción del tejido sano, que ella creó con el ADN de  Leech. Hacia el final de la película, ella junto al Dr. Worthington son blanco de un trío de Omegas que consiste en Kid Omega, Arclight y Psylocke. Cuando Worthington es arrastrado, Kid Omega la agarra en un abrazo de oso, dice que todo estará bien y la atraviesa con sus púas.